# Siberische tjiftjaf
De Siberische tjiftjaf is een ondersoort van de tjiftjaf, maar wordt ook wel als soort beschouwd, bijvoorbeeld door BirdLife International waardoor de soort een eigen vermelding heeft op de Rode Lijst van de IUCN. De vogel werd in 1843 als aparte soort Phylloscopus tristis door  Edward Blyth beschreven.

## Kenmerken
De vogel is 11 tot 12 cm lang. De vogel lijkt sterk op de gewone tjiftjaf, met een licht beige wenkbrauwstreep waarin de geeltint ontbreekt, wat ook geldt voor de kleur van de veren op de flanken. Het geluid is ook anders, de zang is sneller en gevarieerder dan bij de tjiftjaf.

## Verspreiding en leefgebied
De vogel broedt in naaldbos (taiga) ten oosten van de Oeral tot ver in Oost-Siberië. Het is een trekvogel die 's winters voornamelijk in India, maar ook in Irak, Pakistan en het zuiden van het Arabisch Schiereiland verblijft.

### Voorkomen in Nederland
Van de Siberische tjiftjaf bestaan tussen 2000 en 2012 29 goed gedocumenteerde waarnemingen in Nederland, meestal in november en december, soms tot in april.

## Status
De tjiftjaf heeft een groot verspreidingsgebied en daardoor is de kans op de status kwetsbaar (voor uitsterven) gering. De grootte van de populatie is onbekend. De Siberische tjiftjaf staat als niet bedreigd op de Rode Lijst van de IUCN.